# Lappion
Lappion es una comuna francesa situada en el departamento de Aisne, de la región de Alta Francia.

## Geografía
Está ubicada a 25 km al este de Laon. 

## Demografía
| 361 | 337 | 266 | 226 | 252 | 292 | 287 | 281 |
| Para los censos de 1962 a 1999 la población legal corresponde a la población sin duplicidades (Fuente: INSEE [Consultar]) |     |     |     |     |     |     |     |